# پایگاه آب‌نشین نیویورک اسکای اسپورتس
 پایگاه آب‌نشین نیویورک اسکای اسپورتس (به انگلیسی: New York Skyports Inc. Seaplane Base) یک فرودگاه همگانی با کد یاتا QNY است که یک باند فرود آب دارد و طول باند آن ۳۰۴۸ متر است. این فرودگاه در شهر نیویورک کشور ایالات متحده آمریکا قرار دارد و در ارتفاع ۰ متری از سطح دریا واقع شده‌است.

## شرکت‌های هواپیمایی و مقصدهای پروازی

### مسافری
| شرکت‌های هواپیمایی            | مقصدهای پروازی                                            |
| ---------------------------- | --------------------------------------------------------- |
| تیلویند ایر سرویس            | لوگان، ایست همپتن، نانتاکت مموریال، مونتوک، دالس واشینگتن |
| Tropic Ocean Airways         | فصلی: ایست همپتن, مونتوک, ایالتی جزیره بلاک, شهرستان اسکس |
| StndAIR (Shoreline Aviation) | فصلی: ایست همپتن، محلی توئید نیو هیون                     |